# Herb gminy Lipusz
Herb gminy Lipusz – symbol gminy Lipusz, ustanowiony 24 marca 1992.

## Wygląd i symbolika
Herb przedstawia na tarczy dwudzielnej w pas, koloru niebieskiego i zielonego, drzewo lipowe o zielonej koronie i czarnym pniu. Umieszczone jest ono nad niebieską linią, symbolizującą rzekę. 